# Труд (стадион, Миасс)
«Труд» — футбольный стадион, расположенный в российском городе Миасс. Открыт в 1950 году, вмещает 2708 зрителей. Является домашней ареной для местного клуба «Торпедо», выступающего во Втором дивизионе ФНЛ.

## История
Официально арена была торжественно открыта в июле 1950 года в честь очередной годовщины выпуска первого уральского автомобиля. 
Через несколько лет, в 1963 году, стадион пережил масштабную реконструкцию.
В частности, были устроены новые бетонированные трибуны, под которыми расположились раздевалки, душевые, судейская комната, бытовые и складские помещения, появилось новое световое табло.
Следующая реконструкция состоялась в 1990 году — впервые на стадионе «Труд» появилось искусственное освещение, а спустя шесть лет полностью обновляется футбольное поле.
За минувшие с момента открытия стадиона годы он принимал многочисленные соревнования заводского, городского и областного уровня.
Новейший этап обновления стадиона был начат в 2020 году в рамках федерального проекта «Спорт — норма жизни» и завершился в декабре того же года.

## Другие объекты на стадионе
На стадионе «Труд» имеются также хоккейная коробка и каток. Помимо этого на стадионе проводятся различные фестивали и мероприятия регионального значения.